# کوان هیوک (بازیگر)
کوان هیوک (کره‌ای: Kwon Hyuk؛ زادهٔ ۱۹ فوریه ۱۹۸۹) بازیگر و مدل اهل کره جنوبی است. او به خاطر ایفای نقش در مجموعه‌های تلویزیونی دوستان برازنده و ستمگر شناخته می‌شود. او همچنین در فیلم مردان پیشگام حضور پیدا کرده است.

## فیلم‌شناسی

### فیلم
| سال  | عنوان        | نقش         | منابع |
| ---- | ------------ | ----------- | ----- |
| ۲۰۲۳ | مردان پیشگام | منشی        | [ ۵ ] |
| ۲۰۲۳ | هتل          | سونگ هون    | [ ۶ ] |
| ۲۰۲۳ | کارمند جدید  | کیم جون چان | [ ۷ ] |

### مجموعه تلویزیونی
| سال  | عنوان                     | نقش           | توضیحات              | منابع  |
| ---- | ------------------------- | ------------- | -------------------- | ------ |
| ۲۰۱۸ | تاپ استار یو بک           | مین هیک       |                      | [ ۸ ]  |
| ۲۰۲۰ | دوستان برازنده            | آن گونگ چول   |                      | [ ۹ ]  |
| ۲۰۲۱ | یک عصرانه خوب             | پارک جونگ هون |                      | [ ۱۰ ] |
| ۲۰۲۲ | اوپنینگ – آپارتمان زیباست | ها یونگ سوک   | درام تک قسمتی؛ فصل ۵ | [ ۱۱ ] |
| ۲۰۲۲ | گمشده: آن سوی دیگر        | لی ته هیون    | فصل ۲                | [ ۱۲ ] |
| ۲۰۲۴ | ستمگر                     | کروکدیل ۲     |                      | [ ۱۳ ] |

### مجموعه اینترنتی
| سال  | عنوان       | نقش      | منابع  |
| ---- | ----------- | -------- | ------ |
| ۲۰۲۲ | کارمند جدید | جونگ چان | [ ۱۴ ] |